# Gong Jun
Gong Jun (chinês: 龚俊, nascido em Chengdu, em 29 de novembro de 1992), também conhecido como Simon Gong, é um ator chinês. Tornou-se popular por seu papel como Wen Kexing no drama wuxia Palavra de Honra (2021).  Ele foi aclamado pela crítica por sua excelente interpretação de Crown Price Han Ye em Legend of Anle (2023).

## Carreira
Em 2015, Gong estreou como ator no drama histórico Sword Chaos, interpretando Bi Lu.

## Filmografia

### Séries de televisão
| Ano  | Título                  | Título Original      | Papel           | Notas/Ref.    |
| ---- | ----------------------- | -------------------- | --------------- | ------------- |
| 2016 | Sword Chaos             | 刀剑缭乱             | Bi Lu           | [ 3 ]         |
| 2017 | Amor Perdido em Tempos  | 醉玲珑               | Yuan Che        | [ 4 ]         |
| 2017 | Amor Perdido em Tempos  | 醉玲瓏番外之玲瓏醉夢 | Yuan Che        | [ 5 ]         |
| 2018 | Advance Bravely         | 盛势                 | Xia Yao         | [ 6 ]         |
| 2019 | Unique Lady Part 1      | 绝世千金第一季       | Zhong Wu Mei    | [ 7 ]         |
| 2019 | Unique Lady Part 2      | 绝世千金第二季       | Zhong Wu Mei    | [ 7 ]         |
| 2019 | Flavor It’s Yours       | 看见味道的你         | Lu Wei Xun      | [ 8 ]         |
| 2020 | The Love Equations      | 致我们甜甜的小美满   | Zhao Fan Zhou   | [ 9 ]         |
| 2020 | Begin Again             | 从结婚开始恋爱       | Ling Rui        | [ 10 ]        |
| 2020 | Unique Lady 2           | 绝世千金完结篇       | Zhong Wu Mei    | [ 7 ]         |
| 2021 | Shuke and Peach Blossom | 舒克与桃花           | Participação    | Episódio 12   |
| 2021 | Word of Honor           | 山河令               | Wen Kexing      | [ 1 ] [ 12 ]  |
| 2021 | The Player              | 指尖少年             | Ren Yi Xia      | [ 13 ] [ 14 ] |
| 2021 | The Flaming Heart       | 你好火焰蓝           | Huo Yan         | [ 15 ]        |
| 2021 | Shining Like You        | 而你刚好发光         | Fang Yan        | [ 16 ]        |
| 2021 | Dream Garden            | 沉睡花园             | Lin Shen        | [ 17 ] [ 18 ] |
| 2023 | Legend of Anle          | 安乐传               | Han Ye          | [ 19 ] [ 20 ] |
| TBA  | Rising With The Wind    | 我要逆风去           | Xu Si           | [ 21 ] [ 22 ] |
| TBA  | Fox Spirit Matchmaker 1 | 狐妖小红娘月红篇     | Dongfang Yuechu | [ 23 ]        |
| TBA  | The Truth               | 风过留痕             | Ye Qian         | [ 24 ]        |

### Programas de Variedades
| Ano  | Título                                     | Título Original   | Rede                               | Notas/Ref. |
| ---- | ------------------------------------------ | ----------------- | ---------------------------------- | ---------- |
| 2015 | Warm Taste                                 | 暖暖的味道        | Beijing TV, iQIYI                  |            |
| 2017 | The Cute Teacher Arrives                   | 萌师驾到          | Mango TV                           | [ 25 ]     |
| 2018 | Cooking For Love                           | 为爱下厨          | Tencent                            | [ 26 ]     |
| 2020 | Happy Camp                                 | 快乐大本营        | Hunan TV, Mango TV                 | [ 27 ]     |
| 2020 | Departure From the End of Changjiang River | 从长江的尽头回家  | Jiangsu TV, Youku                  | [ 28 ]     |
| 2021 | Ace vs Ace: Season 6                       | 王牌对王牌第六季  | Zhejiang TV, Tencent, iQIYI, Youku | [ 29 ]     |
| 2021 | Happy Camp                                 | 快乐大本营        | Hunan TV, Mango TV                 | [ 30 ]     |
| 2021 | Produce Camp 2021                          | 创造营2021        | Tencent                            | [ 31 ]     |
| 2021 | Go Fighting! Season 7                      | 极限挑战7         | Dragon TV, Youku                   | [ 32 ]     |
| 2021 | Sisters Who Make Waves Season 2            | 乘风破浪的姐姐2   | Mango TV                           | [ 33 ]     |
| 2021 | Ace Actress                                | 我是女演员        | Jiangsu TV, Youku                  | [ 34 ]     |
| 2021 | The Brain Special Episode                  | 最强大脑特别篇    | Youku                              | [ 35 ]     |
| 2021 | Sweet Tasks                                | 甜蜜的任务        | Mango TV                           | [ 36 ]     |
| 2021 | Go Fridge Season 7                         | 拜托了冰箱轰趴季  | Tencent                            | [ 37 ]     |
| 2021 | Chinese Restaurant 5                       | 中餐厅第五季      | Hunan TV, Mango TV                 | [ 38 ]     |
| 2021 | GQ Magazine Interview - I Don't Know       | 我不知道啊        | Tencent                            | [ 39 ]     |
| 2022 | Hello, Saturday                            | 你好，星期六      | Mango TV                           | [ 40 ]     |
| 2022 | Back to Field Season 6                     | 向往的生活 第六季 | Mango TV                           | [ 41 ]     |
| 2022 | We Are The Champions                       | 战至巅峰          | Tencent                            | [ 42 ]     |
| 2022 | Go Fighting! Season 8                      | 极限挑战第八季    | Dragon TV                          | [ 43 ]     |
| 2023 | Hello, Saturday                            | 你好，星期六      | Mango TV                           | [ 44 ]     |
| 2023 | Become a Farmer                            | 种地吧            | IQIYI                              | [ 45 ]     |
| 2023 | Go Fighting! Season 9                      | 极限挑战第九季    | Dragon TV                          | [ 46 ]     |
| 2023 | Hello, Saturday                            | 你好，星期六      | Mango TV                           |            |

## Ligações Externas
- Gong Jun no Instagram
- Gong Jun Studio no Weibo
- Gong Jun no Weibo